# Montenegro ai Giochi della XXX Olimpiade
Il Montenegro ha partecipato ai Giochi della XXX Olimpiade di Londra, che si sono svolti dal 27 luglio al 12 agosto 2012, con una delegazione di 33 atleti.

## Medaglie

### Medagliere per discipline
| Sport     | Oro | Argento | Bronzo | Totale |
| --------- | --- | ------- | ------ | ------ |
| Pallamano | 0   | 1       | 0      | 1      |
| Totale    | 0   | 1       | 0      | 1      |

### Medaglie d'argento
| Medaglia | Nome | Sport     | Evento           |
| -------- | --- | --------- | ---------------- |
| Argento  | Marina Vukčević Radmila Miljanić Jovanka Radičević Ana Đokić Marija Jovanović Ana Radović Anđela Bulatović Sonja Barjaktarović Maja Savić Bojana Popović Suzana Lazović Katarina Bulatović Majda Mehmedović Milena Knežević | Pallamano | Torneo femminile |

## Atletica leggera
Eventi concorsi
| Atleta          | Evento           | Qualificazioni | Qualificazioni | Finale | Finale      |
| Atleta          | Evento           | Misura         | Posizione      | Misura | Posizione   |
| --------------- | ---------------- | -------------- | -------------- | ------ | ----------- |
| Danijel Furtula | Lancio del disco | 57,48          | 20°            | non    | qualificato |

### Donne
Corse, gare femminili
| Slađana Perunović | maratona | 2.39.07 | 77° |  |  |  |  |  |  |

## Judo
Maschile
| Atleta           | Evento | Preliminari          | 16-esimi               | Ottavi                 | Quarti di finale     | Semifinali           | 1º Turno ripescaggi  | Ripescaggi Quarti    | Ripescaggi Semifinali | Finale               |
| Atleta           | Evento | Avversario Risultato | Avversario Risultato   | Avversario Risultato   | Avversario Risultato | Avversario Risultato | Avversario Risultato | Avversario Risultato | Avversario Risultato  | Avversario Risultato |
| ---------------- | ------ | -------------------- | ---------------------- | ---------------------- | -------------------- | -------------------- | -------------------- | -------------------- | --------------------- | -------------------- |
| Srđan Mrvaljević | −81 kg | Bye                  | Naulu (Fiji) 0111-0003 | Valois (Can) 0112-0011 |                      |                      |                      |                      |                       |                      |

## Nuoto e sport acquatici

### Pallanuoto

#### Maschile
Fase a gironi
| Pos. | Squadra       | Giocate | Vinte | Pareggiate | Perse | Gol fatti | Gol subiti | Diff. Reti | Punti |
| ---- | ------------- | ------- | ----- | ---------- | ----- | --------- | ---------- | ---------- | ----- |
| 6    | Gran Bretagna | 5       | 0     | 0          | 5     | 28        | 77         | -49        | 0     |
| 2    | Montenegro    | 5       | 3     | 1          | 1     | 54        | 41         | +13        | 7     |
| 1    | Serbia        | 5       | 4     | 1          | 0     | 69        | 38         | +31        | 9     |
| 5    | Romania       | 5       | 1     | 0          | 4     | 48        | 55         | -7         | 2     |
| 4    | Stati Uniti   | 5       | 3     | 0          | 2     | 43        | 44         | -1         | 6     |
| 3    | Ungheria      | 5       | 3     | 0          | 2     | 65        | 52         | +13        | 6     |

| Partita n° | Data     | Ora   | Partita       | Partita | Partita     |
| ---------- | -------- | ----- | ------------- | ------- | ----------- |
|            | 29.07.12 | 19.40 | Montenegro    | 7- 8    | Stati Uniti |
|            | 31.07.12 | 10.00 | Ungheria      | 10 - 11 | Montenegro  |
|            | 02.08.12 | 14.10 | Montenegro    | 11 - 11 | Serbia      |
|            | 04.08.12 | 10.00 | Montenegro    | 12 - 8  | Romania     |
|            | 06.08.12 | 18.20 | Gran Bretagna | 4 - 13  | Montenegro  |

### Quarti di finale
| Arbitri: | Adrian Alexandrescu Ulrich Spiegel |

|                                                                            |           |                                                                                  |
| M. Minguell X. Vallés D. Martín I. Pérez B. Mallarach F. Perrone X. García | Marcatori | A. Ivović B. Zloković D. Brguljan M. Janović N. Janović V. Pasković D. Drasković |

### Semifinali
| Arbitri: | Daniel Flahive Georgios Stavridis |

|                                                                 |           |                                   |
| D. Burić M. Bošković A. Bušlje P. Muslim S. Sukno I. Buljubašić | Marcatori | A. Ivović V. Gojković B. Zloković |

### Finali per il Bronzo
| Arbitri: | Massimiliano Caputi Georgios Stavridis |

|                                                                  |           |                                                                                             |
| A. Ivović B. Zloković M. Janović D. Brguljan N. Janović P. Jokić | Marcatori | F. Filipović V. Udovičić A. Prlainović D. Pijetlović S. Nikić S. Mitrović Ž. Gocić N. Rađen |

Risultato Finale: 4º Posto

## Pallamano

### Torneo maschile

#### Prima fase
| 28/07/2012 | 19.30 | Montenegro | - | Gran Bretagna | - |  | Copper Box |
| 30/07/2012 | 19.30 | Brasile    | - | Montenegro    | - |  | Copper Box |
| 01/08/2012 | 11.15 | Montenegro | - | Angola        | - |  | Copper Box |
| 03/08/2008 | 14.30 | Croazia    | - | Montenegro    | - |  | Copper Box |
| 05/08/2012 | 14.30 | Montenegro |   | Russia        | - |  | Copper Box |

| Squadra          | Giocate | Vinte | Pareggiate | Perse | Gol fatti | Gol subiti | Differenza reti | Punti |
| ---------------- | ------- | ----- | ---------- | ----- | --------- | ---------- | --------------- | ----- |
| 1. Angola        |         |       |            |       |           |            |                 |       |
| 2. Brasile       |         |       |            |       |           |            |                 |       |
| 3. Croazia       |         |       |            |       |           |            |                 |       |
| 4. Gran Bretagna |         |       |            |       |           |            |                 |       |
| 5. Montenegro    |         |       |            |       |           |            |                 |       |
| 6. Russia        |         |       |            |       |           |            |                 |       |

## Pugilato
Maschile
| Atleta          | Evento            | 16-esimi             | Ottavi               | Quarti               | Semifinali           | Finale               |
| Atleta          | Evento            | Avversario Risultato | Avversario Risultato | Avversario Risultato | Avversario Risultato | Avversario Risultato |
| Boško Drašković | Pesi Mediomassimi |                      |                      |                      |                      |                      |
| --------------- | ----------------- | -------------------- | -------------------- | -------------------- | -------------------- | -------------------- |

## Tiro a segno/volo
Maschile
| Atleta           | Evento      | Qualificazione | Qualificazione | Finale    | Finale     | Classifica |
| Atleta           | Evento      | Punteggio      | Classifica     | Punteggio | Classifica | Classifica |
| ---------------- | ----------- | -------------- | -------------- | --------- | ---------- | ---------- |
| Nikola Šaranović | Pistola 50m |                |                |           |            |            |

## Vela
Maschile
| Atleta        | Evento | Regata | Regata | Regata | Regata | Regata | Regata | Regata | Regata | Regata | Regata | Regata | Punteggio | Classifica |
| Atleta        | Evento | 1      | 2      | 3      | 4      | 5      | 6      | 7      | 8      | 9      | 10     | 11     | Punteggio | Classifica |
| ------------- | ------ | ------ | ------ | ------ | ------ | ------ | ------ | ------ | ------ | ------ | ------ | ------ | --------- | ---------- |
| Milivoj Dukić | Laser  |        |        |        |        |        |        |        |        |        |        |        |           |            |